# Anatoli Rybakov (nadador)
Anatoli Rybakov –en ruso, Анатолий Рыбаков– (Unión Soviética, 30 de enero de 1956) es un nadador soviético retirado especializado en pruebas de estilo libre media distancia, donde consiguió ser medallista de bronce mundial en 1975 en los 4x200 metros estilo libre.

## Carrera deportiva
En el Campeonato Mundial de Natación de 1975 celebrado en Cali (Colombia), ganó la medalla de en los relevos de 4x200 metros estilo libre, con un tiempo de 7:43.58 segundos, tras Alemania del Oeste (oro con 7:39.44 segundos) y Reino Unido (plata con 7:42.55 segundos).